# Claudi Peiròt
Claudi Peiròt (Milhau, Avairon 1709 - 1795) fou un poeta occità de Llenguadoc. Fou ordenat capellà i exercí de prior de Pradinas, a Roergue de 1748 a 1765. Influït per Jean-Jacques Rousseau, les seves obres són una celebració de la natura i alhora una pintura realista de la condició dels pagesos, que va tenir molt d'èxit. Fou considerat com una veu del poble i quan arribà la Revolució Francesa li va donar suport.

## Obres
- La prima roergassa (1774)
- Quatre sasons o Georgicas patoesas (1781)